# Barnebya harleyi
Barnebya harleyi là một loài thực vật có hoa trong họ Malpighiaceae. Loài này được W.R.Anderson & B.Gates mô tả khoa học đầu tiên năm 1981.